# 阿井原すみれ
阿井原 すみれ（あいはら すみれ、1990年3月12日 - ）は、日本のグラビアアイドル。趣味はネイルアート。

## 略歴
2009年『恍惚美女～癒し系美女のヌーディズム～/阿井原すみれ』でデビュー。

## 作品

### イメージビデオ
1. 『恍惚美女～癒し系美女のヌーディズム～/阿井原すみれ』（2009年8月28日、日本メディアサプライ）
2. 『快感ヌーディフロント/阿井原すみれ』（2009年12月19日）
3. 『Natural＆beauty 阿井原すみれ』 （2010年2月16日、オルスタックピクチャー）
4. 恍惚美女DX〜恋する究極フロント〜 /阿井原すみれ（2010年4月24日、UPGRADE）
5. センチュリオン 阿井原すみれ（2010年6月3日、バグース【BAGUS】）
6. 『VOLTAGE-X/阿井原すみれ』（2010年8月17日、オルスタックピクチャーズ）
7. ゲキ着! IDOL HEAVEN 阿井原すみれ（2010年10月7日、ソフト・オン・デマンド）
8. 阿井原すみれ pg（ 2010年12月17日、ターンテーブル）
9. センチュリオン 阿井原すみれ 2 with 菜摘四季（2011年1月13日、バグース【BAGUS】）
10. センチュリオン 菜摘四季 2 with 阿井原すみれ（2011年1月13日、バグース【BAGUS】）
11. ゲキ着! IDOL HEAVEN 阿井原すみれ2（2011年3月5日、ソフト・オン・デマンド）

### 雑誌
「ポジション」－表紙、グラビア

### WEB
「女子アナセクーシ放送局」（TOKYOデジタルニュース）2010年1月分レギュラー

### 携帯
素人生撮りハンター（3キャリア）配信
現役女子高生イッパイ（au）配信
ギャルフラ★sexy放題(softbank）配信
女教師フラ★取り放題(3キャリア）配信
キャッ！激萌2人対戦ゲーム（３キャリア）配信